# 恩格爾韋爾 (堪薩斯州)
恩格爾韋爾（英語：Englevale）為美國堪薩斯州克勞福德縣林肯鎮區的一座小型非建制地區。

## 歷史
此社區於1890年秋季設立。社區名稱以原地主丹·恩格爾（Dan Engle）命名。
此社區境內的郵政局於1884年3月19日開設，原稱卡爾文（Calvin），後來在1891年1月14日更名為現名，1954年6月30日終止營運。

## 外部連結
- Lincoln Township, Crawford County Kansas